# Warsaw Cup
Warsaw Cup (в СМИ иногда переводят как «Кубок Варшавы») — ежегодный международный турнир по фигурному катанию, проводящийся в ноябре в Варшаве, Польша. Соревнования проводятся в категориях: мужское и женское одиночное катание, парное катание, танцы на льду. Участники разделены на три возрастные категории: «взрослые» (англ. senior), «юниоры» (англ. junior) и «новички» (англ. novice). Возрастная категория определяется согласно правилам ИСУ.
В 2014—2017, в 2019 и с 2021 года турнир входит в серию «Челленджер» (CS).

## Победители и призёры

### Взрослые

#### Мужчины
| Медалисты в мужском одиночном катании | Медалисты в мужском одиночном катании          | Медалисты в мужском одиночном катании          | Медалисты в мужском одиночном катании          | Медалисты в мужском одиночном катании |
| ------------------------------------- | ---------------------------------------------- | ---------------------------------------------- | ---------------------------------------------- | ------------------------------------- |
| Год                                   | Золото                                         | Серебро                                        | Бронза                                         |                                       |
| 2012                                  | Александр Майоров                              | Миша Ге                                        | Мацей Сеплюха                                  |                                       |
| 2013                                  | Штефан Валькер                                 | Йорик Хендрикс                                 | Мацей Сеплюха                                  |                                       |
| 2014 CS                               | Александр Петров                               | Майкл Кристиан Мартинес                        | Маттео Риццо                                   |                                       |
| 2015 CS                               | Александр Самарин                              | Антон Шулепов                                  | Жан Буш                                        |                                       |
| 2016 CS                               | Александр Майоров                              | Дмитрий Алиев                                  | Штефан Валькер                                 |                                       |
| 2017 CS                               | Маттео Риццо                                   | Штефан Валькер                                 | Лиам Фирус                                     |                                       |
| 2018                                  | Даниэль Грассль                                | Цао Чжии                                       | Эндрю Доддс                                    |                                       |
| 2019 CS                               | Андрей Мозалёв                                 | Пётр Гуменник                                  | Ли Чжун Хён                                    |                                       |
| 2020                                  | Турнир не был проведён из-за пандемии COVID-19 | Турнир не был проведён из-за пандемии COVID-19 | Турнир не был проведён из-за пандемии COVID-19 |                                       |
| 2021 CS                               | Сота Ямамото                                   | Даниэль Грассль                                | Пётр Гуменник                                  |                                       |
| 2022 CS                               | Кевин Эймоз                                    | Даниэль Грассль                                | Лукас Бричги                                   |                                       |
| 2023 CS                               | Лукас Бричги                                   | Марк Городницкий                               | Джейсон Браун                                  |                                       |
| 2024 CS                               | Владимир Самойлов                              | Габриеле Франджипани                           | Иван Шмуратко                                  |                                       |

#### Женщины
| Медалисты в женском одиночном катании | Медалисты в женском одиночном катании          | Медалисты в женском одиночном катании          | Медалисты в женском одиночном катании          | Медалисты в женском одиночном катании |
| ------------------------------------- | ---------------------------------------------- | ---------------------------------------------- | ---------------------------------------------- | ------------------------------------- |
| Год                                   | Золото                                         | Серебро                                        | Бронза                                         |                                       |
| 2012                                  | Изабель Олссон                                 | Наталья Попова                                 | Сэнди Хоффман                                  |                                       |
| 2013                                  | Агата Крыгер                                   | Камилла Йерсем                                 | Елизавета Уколова                              |                                       |
| 2014 CS                               | Елизавета Туктамышева                          | Анастасия Галустян                             | Александра Головкина                           |                                       |
| 2015 CS                               | Елизавета Туктамышева                          | Серафима Саханович                             | Анастасия Галустян                             |                                       |
| 2016 CS                               | Николь Шотт                                    | Кайлани Крайн                                  | Александра Австрийская                         |                                       |
| 2017 CS                               | Серафима Саханович                             | Станислава Константинова                       | Кортни Хикс                                    |                                       |
| 2018                                  | Анастасия Гулякова                             | Кайлани Крайн                                  | Эльжбета Габрыжак                              |                                       |
| 2019 CS                               | Екатерина Куракова                             | Брэди Теннелл                                  | Елизавета Нугуманова                           |                                       |
| 2020                                  | Турнир не был проведён из-за пандемии COVID-19 | Турнир не был проведён из-за пандемии COVID-19 | Турнир не был проведён из-за пандемии COVID-19 |                                       |
| 2021 CS                               | Майя Хромых                                    | Нина Петрыкина                                 | Екатерина Куракова                             |                                       |
| 2022 CS                               | Екатерина Куракова                             | Зарина Йоос                                    | Янна Йюркинен                                  |                                       |
| 2023 CS                               | Екатерина Куракова                             | Анна Пеццетта                                  | Элис Лин-Грейси                                |                                       |
| 2024 CS                               | Кэтрин Медланд Спенс                           | Екатерина Куракова                             | Марина Пиредда                                 |                                       |

#### Парное катание
| Медалисты в парном катании | Медалисты в парном катании                     | Медалисты в парном катании                     | Медалисты в парном катании                     | Медалисты в парном катании |
| -------------------------- | ---------------------------------------------- | ---------------------------------------------- | ---------------------------------------------- | -------------------------- |
| Год                        | Золото                                         | Серебро                                        | Бронза                                         |                            |
| 2010                       | Мари Вартман / Аарон Ван Клив                  | Катарина Джерок / Флориан Джаст                | Александра Гербрикова / Александр Забоев       |                            |
| 2011                       | Анастасия Мартюшева / Алексей Рогонов          | Любовь Бакирова / Николай Каменчук             | Не было других участников                      |                            |
| 2012                       | Евгения Тарасова / Владимир Морозов            | Мария Полякова / Никита Бочков                 | Александра Горовая / Сергей Дейнега            |                            |
| 2013                       | Ксения Столбова / Фёдор Климов                 | Лина Фёдорова / Максим Мирошкин                | Мария Полякова / Никита Бочков                 |                            |
| 2014 CS                    | Любовь Илюшечкина / Дилан Москович             | Лина Фёдорова / Максим Мирошкин                | Валентина Маркеи / Онджей Хотарек              |                            |
| 2015 CS                    | Алёна Савченко / Бруно Массо                   | Николь Делла Моника / Маттео Гуаризе           | Года Буткуте / Никита Ермолаев                 |                            |
| 2016 CS                    | Валентина Маркеи / Ондржей Готарек             | Челси Лю / Брайан Джонсон                      | Минерва Фабьен Хазе / Нолан Зегерт             |                            |
| 2017 CS                    | Валентина Маркеи / Ондржей Готарек             | Александра Бойкова / Дмитрий Козловский        | Минерва Фабьен Хазе / Нолан Зегерт             |                            |
| 2019 CS                    | Джессика Калаланг / Брайан Джонсон             | Алина Пепелева / Роман Плешков                 | Жюстин Брассер / Марк Бардей                   |                            |
| 2020                       | Турнир не был проведён из-за пандемии COVID-19 | Турнир не был проведён из-за пандемии COVID-19 | Турнир не был проведён из-за пандемии COVID-19 |                            |
| 2021 CS                    | Евгения Тарасова / Владимир Морозов            | Джессика Калаланг / Брайан Джонсон             | Ясмина Кадырова / Иван Бальченко               |                            |
| 2022 CS                    | Анастасия Голубева / Хектор Гиотопулос Мур     | Ребекка Гиларди / Филиппо Амброзини            | Летиция Рошер / Луис Шустер                    |                            |
| 2023                       | Анастасия Метёлкина / Лука Берулава            | Анастейшия Вайпан-Ло / Лук Дигби               | Юлия Щетинина / Михал Возняк                   |                            |
| 2024 CS                    | Анастасия Метёлкина / Лука Берулава            | Анастейшия Вайпан-Ло / Лук Дигби               | Фиона Бомбардье / Бенжамен Мимар               |                            |

#### Танцы на льду
| Медалисты в танцах на льду | Медалисты в танцах на льду                     | Медалисты в танцах на льду                     | Медалисты в танцах на льду                     | Медалисты в танцах на льду |
| -------------------------- | ---------------------------------------------- | ---------------------------------------------- | ---------------------------------------------- | -------------------------- |
| Год                        | Золото                                         | Серебро                                        | Бронза                                         |                            |
| 2014 CS                    | Федерика Теста / Лукаш Цолли                   | Александра Назарова / Максим Никитин           | Ван Шиюэ / Лю Синьюй                           |                            |
| 2015 CS                    | Шарлен Гиньяр / Марко Фаббри                   | Наталья Калишек / Максим Сподырев              | Сецилия Тёрн / Юссивилле Партанен              |                            |
| 2016 CS                    | Екатерина Боброва / Дмитрий Соловьёв           | Тиффани Загорски / Джонатан Гурейро            | Луция Мысливечкова / Лукаш Цолли               |                            |
| 2017 CS                    | Бетина Попова / Сергей Мозгов                  | Лоррейн Макнамара / Куинн Карпентер            | Александра Назарова / Максим Никитин           |                            |
| 2018                       | Тиффани Загорски / Джонатан Гурейро            | Наталья Калишек / Максим Сподырев              | Юлия Турккила / Маттиас Верслуйс               |                            |
| 2019 CS                    | Мари-Жад Лорио / Ромен Ле Гак                  | Ксения Конкина / Павел Дрозд                   | Кэролайн Грин / Майкл Парсонс                  |                            |
| 2020                       | Турнир не был проведён из-за пандемии COVID-19 | Турнир не был проведён из-за пандемии COVID-19 | Турнир не был проведён из-за пандемии COVID-19 |                            |
| 2021 CS                    | Диана Дэвис / Глеб Смолкин                     | Кана Мурамото / Дайсукэ Такахаси               | Кэролайн Грин / Майкл Парсонс                  |                            |
| 2022 CS                    | Лоисья Демужо / Тео Ле Мерсье                  | Дженнифер Янсе ван Ренсбург / Беньямин Штеффан | Мари Дюпайяж / Тома Набе                       |                            |
| 2023 CS                    | Евгения Лопарёва / Жоффре Бриссо               | Ханна Лим / Йе Куан                            | Мари Дюпайяж / Тома Набе                       |                            |
| 2024 CS                    | Евгения Лопарёва / Жоффре Бриссо               | Эмилия Зингас / Вадим Колесник                 | Ханна Лим / Йе Куан                            |                            |

### Юниоры

#### Юноши
| Медалисты в мужском одиночном катании | Медалисты в мужском одиночном катании | Медалисты в мужском одиночном катании | Медалисты в мужском одиночном катании | Медалисты в мужском одиночном катании |
| ------------------------------------- | ------------------------------------- | ------------------------------------- | ------------------------------------- | ------------------------------------- |
| Год                                   | Золото                                | Серебро                               | Бронза                                |                                       |
| 2002                                  | Дмитрий Молочников                    | Мацей Левандовский                    | Томми Пииронен                        |                                       |
| 2003                                  | Сергей Шиляев                         | Дмитрий Молочников                    | Александр Казаков                     |                                       |
| 2004                                  | Мацей Сеплюха                         | Матеуш Хрусциньский                   | Януш Карвета                          |                                       |
| 2005                                  | Мацей Сеплюха                         | Матеуш Хрусциньский                   | Юстус Стрид                           |                                       |
| 2006                                  | Филипп Тишендорф                      | Алексей Быченко                       | Мацей Сеплюха                         |                                       |
| 2007                                  | Мацей Сеплюха                         | Себастьян Ивасаки                     | Лука Дематте                          |                                       |
| 2008                                  | Пётр Кофол                            | Рубен Бломмерт                        | Эдвин Сивковский                      |                                       |
| 2009                                  | Иван Бич                              | Камиль Билаш                          | Михаил Каралюк                        |                                       |
| 2010                                  | Виталий Лучанок                       | Эдвин Сивковский                      | Камиль Билаш                          |                                       |
| 2011                                  | Гарри Маттик                          | Алексей Милехин                       | Камиль Димовский                      |                                       |
| 2012                                  | Панайотис Полизоакис                  | Сондре Оддвол Бё                      | Александр Бьельде                     |                                       |
| 2013                                  | Сондре Оддвол Бё                      | Кшиштоф Гала                          | Марко Паулетти                        |                                       |

#### Девушки
| Медалисты в женском одиночном катании | Медалисты в женском одиночном катании | Медалисты в женском одиночном катании | Медалисты в женском одиночном катании | Медалисты в женском одиночном катании |
| ------------------------------------- | ------------------------------------- | ------------------------------------- | ------------------------------------- | ------------------------------------- |
| Год                                   | Золото                                | Серебро                               | Бронза                                |                                       |
| 2002                                  | Лара Лепистё                          | Кристина Михайлова                    | Евгения Мельник                       |                                       |
| 2003                                  | Евгения Мельник                       | Кристина Михайлова                    | Илона Сендерек                        |                                       |
| 2004                                  | Лаура Чарнотта                        | Илона Сендерек                        | Иоанна Сулей                          |                                       |
| 2005                                  | Кристина Михайлова                    | Мелисса Ландея                        | Иоанна Сулей                          |                                       |
| 2006                                  | Лара Лепистё                          | Елена Глебова                         | Ирина Мовчан                          |                                       |
| 2007                                  | Ангелика Ольссон                      | Минна Парвиайнен                      | Дейзи Невалайнен                      |                                       |
| 2008                                  | Сильвия Ловисон                       | Инес Карвинен                         | Ретта Помпаннен                       |                                       |
| 2009                                  | Анин Рабе                             | Селин Майсен                          | Анне Лине Йерсем                      |                                       |
| 2010                                  | Селин Майсен                          | Камилла Йерсем                        | Рингайль Мескайте                     |                                       |
| 2011                                  | Николь Шотт                           | Сабрина Шульц                         | Камилла Йерсем                        |                                       |
| 2012                                  | Аннабель Прёб                         | Карла Монцали                         | Пернелль Сёресенсен                   |                                       |
| 2013                                  | Дейманте Кизалайте                    | Леа Йоханна Дастик                    | Матильда Джанокка                     |                                       |

#### Парное катание
| Медалисты в парном катании | Медалисты в парном катании               | Медалисты в парном катании            | Медалисты в парном катании                 | Медалисты в парном катании |
| -------------------------- | ---------------------------------------- | ------------------------------------- | ------------------------------------------ | -------------------------- |
| Год                        | Золото                                   | Серебро                               | Бронза                                     |                            |
| 2003                       | Иоанна Дусик / Патрик Шалашны            | Не было других участников             | Не было других участников                  |                            |
| 2005                       | Анета Мичашек / Бартош Получовский       | Кристина Климчаки / Януш Карвета      | Не было других участников                  |                            |
| 2006                       | Мария Сергеева / Илья Глебов             | Кристина Климчаки / Януш Карвета      | Не было других участников                  |                            |
| 2007                       | Кристина Климчаки / Януш Карвета         | Андреа Холлерова / Якуб Сафранек      | Катаржина Вильчик / Бартоломью Получовский |                            |
| 2008                       | Каролина Джиллеспаи / Даниел Аджано      | Александра Гербрикова / Лукас Овкачек | Кристина Климчаки / Януш Карвета           |                            |
| 2009                       | Евгения Крапивина / Константин Медовиков | Ирина Моисеева / Владимир Морозов     | Наталья Калишек / Михал Калишек            |                            |
| 2010                       | Магдалена Клатка / Радослав Крусчиньский | Анна Сидлека / Якуб Тик               | Магдалена Яковская / Пётр Снопек           |                            |
| 2011                       | Валерия Гречухина / Андрей Филонов       | Екатерина Круцких / Владимир Морозов  | Камилла Гайнетдинова / Иван Бич            |                            |
| 2012                       | Лина Фёдорова / Максим Мирошкин          | Аннабель Прёб / Рубен Бломмерт        | Арина Чернявская / Антонио Соуза-Кордейру  |                            |
| 2013                       | Мария Выгалова / Егор Закроев            | Анастасия Холкина / Владимир Архипов  | Юлия Линк / Конрад Хёллер Шоллер           |                            |

### Новички

#### Юноши
| Медалисты в мужском одиночном катании | Медалисты в мужском одиночном катании | Медалисты в мужском одиночном катании | Медалисты в мужском одиночном катании | Медалисты в мужском одиночном катании |
| ------------------------------------- | ------------------------------------- | ------------------------------------- | ------------------------------------- | ------------------------------------- |
| Год                                   | Золото                                | Серебро                               | Бронза                                |                                       |
| 2002                                  | Томаш Грайцер                         | Микаэль Кроленко                      | Михал Бржезинский                     |                                       |
| 2003                                  | Эдвин Сивковский                      | Виталий Лучанок                       | Себастьян Ивасаки                     |                                       |
| 2004                                  | Себастьян Ивасаки                     | Себастьян Лофек                       | Эдвин Сивковский                      |                                       |
| 2005                                  | Абзал Ракимгалиев                     | Кейран Азара                          | Себастьян Лофек                       |                                       |
| 2006                                  | Виктор Романенков                     | Якуб Тик                              | Мартин Раппе                          |                                       |
| 2007                                  | Маттиас Верслю                        | Ян Билеки                             | Себастьян Лофек                       |                                       |
| 2008                                  | Камиль Димовский                      | Ян Билеки                             | Матис Ковальчик                       |                                       |
| 2009                                  | Мандус Торман                         | Виктор Бустаманте                     | Дейвидас Кизала                       |                                       |
| 2010                                  | Денис Васильев                        | Кшиштоф Гала                          | Альберто Ванц                         |                                       |
| 2011                                  | Денис Васильев                        | Сондре Оддвол Бё                      | Дейвидас Кизала                       |                                       |
| 2012                                  | Денис Васильев                        | Артур Райбс                           | Марко Паулетти                        |                                       |
| 2013                                  | Павел Юферов                          | Андрей Петренко                       | Максен Колле                          |                                       |

#### Девушки
| Медалисты в женском одиночном катании | Медалисты в женском одиночном катании | Медалисты в женском одиночном катании | Медалисты в женском одиночном катании | Медалисты в женском одиночном катании |
| ------------------------------------- | ------------------------------------- | ------------------------------------- | ------------------------------------- | ------------------------------------- |
| Год                                   | Золото                                | Серебро                               | Бронза                                |                                       |
| 2002                                  | Агата Скоровска                       | Каролина Нильсен                      | Таня Аас                              |                                       |
| 2003                                  | Лаура Чарнотта                        | Николь Джирни                         | Беата Гриц                            |                                       |
| 2004                                  | Кристель де Хаан                      | Катаржина Дусик                       | Паулина Климай                        |                                       |
| 2005                                  | Мария Полякова                        | Мишель Тромборг-Нильсен               | Сандра Матц                           |                                       |
| 2006                                  | Николь Джирни                         | Джоанна Алик                          | Инес Карвинен                         |                                       |
| 2007                                  | Изабель Олссон                        | Наоми де Симон                        | Инес Карвинен                         |                                       |
| 2008                                  | Анаис Клес                            | Катрин Остби                          | Викториа Манни                        |                                       |
| 2009                                  | Александра Головкина                  | Эвелина Вийанен                       | Агата Крюгер                          |                                       |
| 2010                                  | Александра Головкина                  | Алессандра Чернуччи                   | Агата Крюгер                          |                                       |
| 2011                                  | Любовь Ефименко                       | Елизавета Ющенко                      | Александра Головкина                  |                                       |
| 2012                                  | Дейманте Кизалайте                    | Кристинна Вагборг Дженсен             | Шалин Риггер                          |                                       |
| 2013                                  | Анастасия Губанова                    | Диана Никитина                        | Жюли Фретчер                          |                                       |

#### Парное катание
| Медалисты в парном катании | Медалисты в парном катании        | Медалисты в парном катании               | Медалисты в парном катании             | Медалисты в парном катании |
| -------------------------- | --------------------------------- | ---------------------------------------- | -------------------------------------- | -------------------------- |
| Год                        | Золото                            | Серебро                                  | Бронза                                 |                            |
| 2003                       | Юлия Щербовска / Лукаш Шлуба      | Кристина Климчаки / Януш Карвета         | Агнешка Климек / Бартоз Получовски     |                            |
| 2005                       | Анаис Моран / Антуан Дорсац       | Не было других участников                | Не было других участников              |                            |
| 2007                       | Ирина Моисеева / Владимир Морозов | Александра Гербрикова / Лукас Овкачек    | Наталья Калишек / Михал Калишек        |                            |
| 2008                       | Ирина Моисеева / Владимир Морозов | Магдалена Клатка / Радослав Крусчиньский | Анастасия Ортикова / Степан Дубровский |                            |
| 2009                       | Мария Дерябина / Михаил Акулов    | Лина Фёдорова / Максим Мирошкин          | Не было других участников              |                            |